# Perizoma emmelesiata
Perizoma emmelesiata là một loài bướm đêm trong họ Geometridae.